# Чжаоли-хан
Чжаоли-хан (тронное имя кит. упр. 昭禮可汗, пиньинь zhaolikehan, палл. Чжаоликэхань, личное имя Хэса Телей (曷薩特勒), титул кит. упр. 愛登裏羅汨沒密施合毗伽昭禮可, пиньинь aidengliluomimeimishihepigazhaolikehan, палл. Айдэнлиломимэймишихэпига Чжаоли-кэхань) — каган Уйгурского каганата с 824 года по 832 год. После смерти Чин-дэ император Тан решил передать трон его младшему брату Хэса Телейю, ставшему в 824 Чжаоли-ханом.

## Правление
В 827 году уйгуры привели лошадей на продажу. Поскольку отношения ослабшей Тан со своими вассалами были довольно не прочными, правительству пришлось выплатить за лошадей 500 000 шёлковых тканей (непропорциональная цена — замаскированная дань уйгурам). Позиции кагана были непрочными, и в 832 году придворный убил кагана. Уйгуры возвели на престол его племянника Ху Телэйя (胡特勒), император отправил Тан Хунши и князя Юн, которые утвердили новорого кагана под именем Кюлюг-бег-хана